# José Ricardo Roques
José Ricardo Roques (4 de abril de 1844, Montecristi - 5 de julio de 1908), fue un militar, revolucionario, cajista, filántropo, escritor social, periodista y tipógrafo dominicano, conocido como "El olvidado José Ricardo Roques", y por ser uno de los mayores revolucionarios e impresores de la República Dominicana del siglo XVIII.

## Trayectoria
Era muy pobre y huérfano desde edad temprana. Una tía suya fabricaba “rapé” que él salía a vender por las calles de la ciudad. Al pasar por la imprenta de García Hermanos se detenía invariablemente. “Notolo don Manuel García que se le acercó y le dijo: “¿Te gustaría ser impresor? Y lo colocó en la casa, le enseñó el oficio y llegó a quererlo como un hijo. Roques dejó al morir los más renombrados talleres de la República. En el extranjero eran admirados sus trabajos.
Américo Lugo

Graduado en el Seminario Conciliar, recibió las primeras lecciones de parte del padre Meriño y fue discípulo de Federico Henríquez y Carvajal. Colaboró decididamente con el padre Billini en sus obras de beneficencia, quien al morir lo dejó encargado de la Junta de Caridad de la que Roques fue entonces presidente.

“Ganó mucho dinero con sus empresas, pero daba cuanto tenía al necesitado”.
Américo Lugo

La Cuna de América fue tan afamada que llegó a llamársele “La Revista”. 

“Fue benefactor silencioso, el que no disfrazó la enemistad con la amistad ni faltó a la lealtad debida al compañero o amigo; el que fue patriota en los momentos de más peligro para la existencia de la nacionalidad dominicana y supo protestar en alto contra toda tentativa de anexión real o aparente; el que fue un artista enamorado de su arte, que contribuyó a darle voz a la prensa y alma al libro…”.
Juan Elías Moscoso, hijo de José Ricardo Roques

Américo Lugo aporta datos para su biografía, al margen de los elogios:

“Fue dos veces Restaurador de la Independencia Nacional: la primera alcanzó el grado de sargento combatiendo, casi niño, la Anexión Española; la segunda cuando era teniente del célebre Batallón Restauración, protestando en 1870 junto al doctor Alfonseca y otros oficiales contra la Anexión Americana, por lo que sufrió cárcel y destierro”.
Américo Lugo

En la Restauración ascendió de sargento a teniente. Más tarde, herido de gravedad en la acción de Porquero, fue ascendido a general de Brigada. Ejerció de Jefe de Estado Mayor del presidente González, Jefe Militar de la Línea Noroeste y diputado por Montecristi.

"Fue masón de la Gran Logia La Cuna de América, en la que alcanzó Grado 33 y acogió con amor en su redacción a jóvenes principiantes “que hoy honran la República. Tenía ojo certero para ver en el niño al hombre futuro: él descubrió en Jacinto de Castro un jurisconsulto; en Valentín Giró, un poeta”.
Américo Lugo

## Obras
- La Cuna de América[2]
- El Teléfono[3]